# Mijaíl Guerásimov
Mijaíl Mijáilovich Guerásimov (del ruso: Михаи́л Миха́йлович Гера́симов) (2 de septiembre de 1907 – 21 de julio de 1970) fue un renombrado arqueólogo y antropólogo soviético que desarrolló la primera técnica de escultura forense basada en hallazgos en antropología, arqueología, paleontología y ciencia forense. Estudió las cabezas óseas y reconstruyó meticulosamente los rostros de más de doscientas personas, incluyendo a Yaroslav I el Sabio, Iván el Terrible, Friedrich Schiller, Rudaki y Tamerlán.

## Infancia y juventud
Guerásimov nació en 1907 en San Petersburgo, poco antes de que su padre médico fuese asignado a un asentamiento cercano a Irkutsk. Cuando niño estudió los huesos de animales históricos desenterrados durante obras de construcción en el área.
Guerasimov produjo sus primeras reconstrucciones del Neanderthal y el Hombre de Java en 1927; estas se exhiben en el museo de Irkutsk. Aprendió a tomar los cabezas óseas de homínidos antiguos y mediante una combinación de mediciones muy elaboradas e investigación anatómica reconstruir un rostro distinguible, incluyendo a veces la expresión más común. Según escribió en su autobiografía El buscador de rostros (1968), estaba fascinado con la oportunidad de "observar los rostros de aquellos muertos hace tiempo". Le tomó una década de estudios y experimentos aproximarse a la resolución de calidad de retrato de personajes históricos, pero su primera obra pública de este tipo es de 1930: el rostro de María Dostoiévskaya, madre de Fiódor Dostoievski.
En 1928, Guerásimov estudió en el departamento de arqueología de la Universidad Estatal de Irkutsk bajo la tutoría del profesor Bernhard Petri. Comenzó a investigar sitios arqueológicos de la Edad de Piedra en Siberia, y en 1932 se mudó a Leningrado para estudios de posgrado. Allí experimentó con cabezas óseas para intentar hallar si podía reconstruir los rostros de tipos raciales. Entre 1937 y 1939, reconstruyó tres rostros a partir de cabezas óseas de la Academia de Ciencias de la URSS: un papuano, un kazajo y un caucásico jevsuriano, y realizó numerosas reconstrucciones forenses para el NKVD. Su trabajo recibió gran exposición pública a partir de las reconstrucciones de los rostros de Yaroslav I el Sabio y Andréi Bogoliubski (1939). En 1937, trabajó también en la reconstrucción del rostro del gran poeta persa Rudaki.

## Rostros de reyes

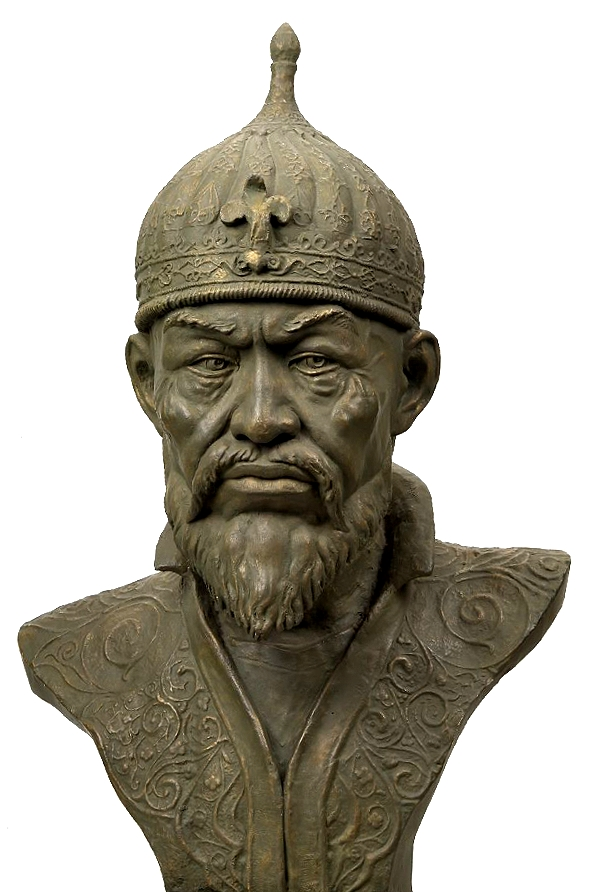
Reconstrucción del rostro de Tamerlán

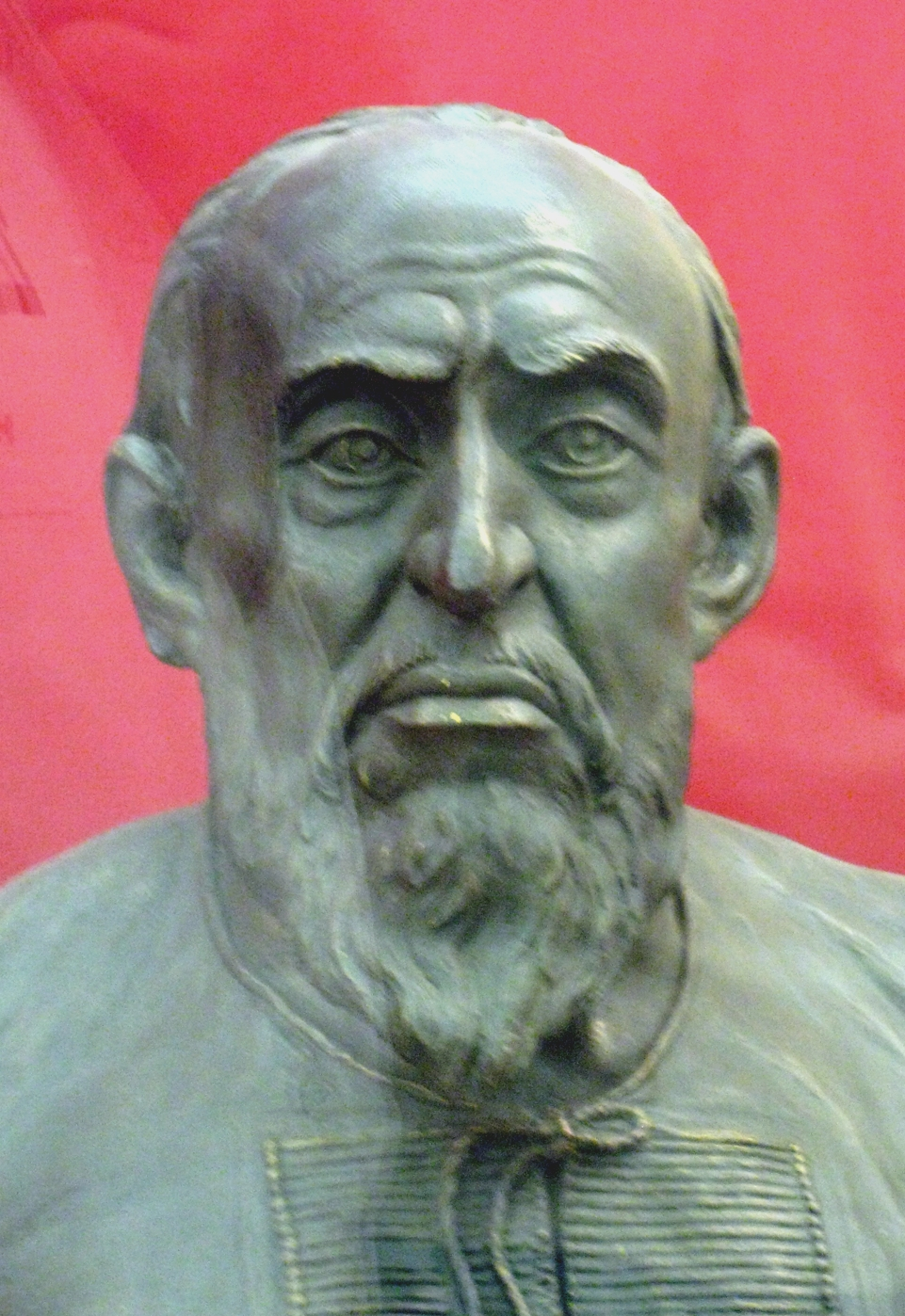
Reconstrucción del rostro de Iván el Terrible

En junio de 1941, Stalin envió a Guerásimov a Uzbekistán para abrir las tumbas de Tamerlán y otros miembros de la dinastía Timúrida. La leyenda cuenta que los habitantes de Samarcanda protestaron contra la exhumación, alegando que extraer los cuerpos de sus tumbas llevaría a una catástrofe. La apertura de la tumba de Tamerlán coincidió con el ataque de Hitler contra la Unión Soviética. Personas cercanas a Guerásimov sostienen que la historia es inventada, pero la leyenda persiste aún. Durante la investigación Guerásimov trabajó en el hospital militar de Taskent; centenares de víctimas de la guerra le proveyeron una base estadística sobre las cabezas óseas de diferentes razas.
Guerásimov continuó perfeccionando sus métodos. En 1950, recibió el Premio Stalin, y el estado estableció el Laboratorio de Reconstrucción Plástica, ahora parte del Instituto de Etnología y Antropología de Moscú (en) de la Academia de Ciencias de Rusia, donde continuaron sus investigaciones. En 1961, viajó a Alemania para ayudar a los científicos alemanes a hallar los restos del poeta Schiller perdidos en una fosa común. En 1963, el Ministerio de Cultura soviético decidió abrir la tumba de Iván el Terrible, y Guerásimov reconstruyó su rostro. Murió en 1970, y le sobrevivieron cuatro hijos.

## Herencia
El método de Guerásimov se ha extendido por el mundo, y ha sido fundamental para la reconstrucción, por ejemplo, del aspecto facial de los faraones. En 1991, investigadores rusos usaron sus métodos para aclarar las identidades de los restos de la familia del último zar.
Las obras de Guerásimov se exhiben en:
- El Museo Estatal de Historia, Moscú
- Museo antropológico de la Universidad Estatal de Moscú
- Museos de Georgia (calaveras de origen georgiano, 1946)
- Museos de Uzbekistán (calaveras de la dinastía Timúrida, 1941-1942)